# Parabaena megalocarpa
Parabaena megalocarpa är en tvåhjärtbladig växtart som beskrevs av Merrill. Parabaena megalocarpa ingår i släktet Parabaena och familjen Menispermaceae. Inga underarter finns listade i Catalogue of Life.